# Francka
Francka je žensko osebno ime.

## Izvor imena
Ime Francka je različica ženskega osebnega imena Frančiška.

## Pogostost imena
Po podatkih Statističnega urada Republike Slovenije je bilo na dan 31. decembra 2007 v Sloveniji število ženskih oseb z imenom Francka: 438.

## Osebni praznik
V koledarju je ime Francka zapisano skupaj s Frančiško.